# 绿地坦普尔顿
绿地坦普尔顿（Templeton On The Green）原名坦普尔顿地毯工厂（Templeton Carpet Factory）是苏格兰格拉斯哥一座独特的建筑，靠近格拉斯哥人民宫，建于1892年。1984年，该建筑改建为坦普尔顿商业中心（Templeton Business Centre），2005年又更新为多种用途的“生活方式村”，包括公寓、办公空间以及WEST酿酒馆、酒吧和餐厅。

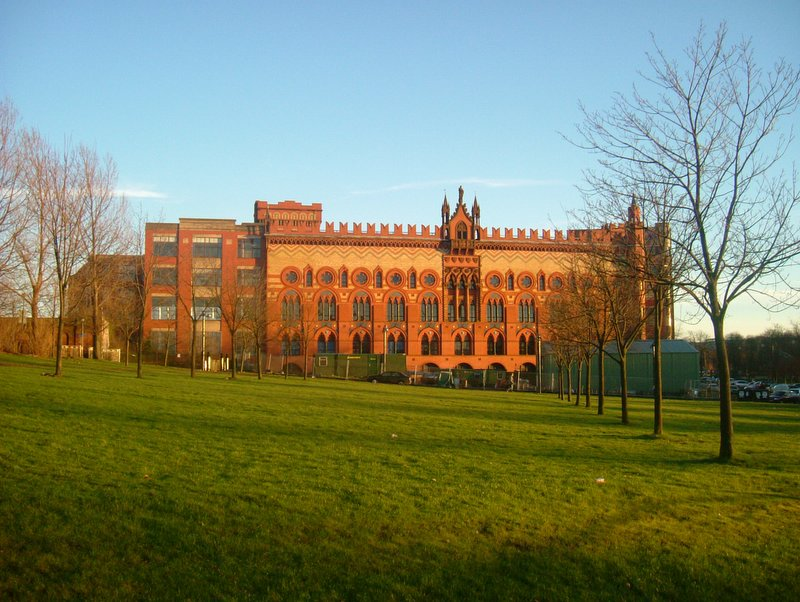

## 历史
这座建筑原为詹姆斯·坦普尔顿公司的地毯工厂，用于制造坦普尔顿的专利产品阿克明斯特地毯。

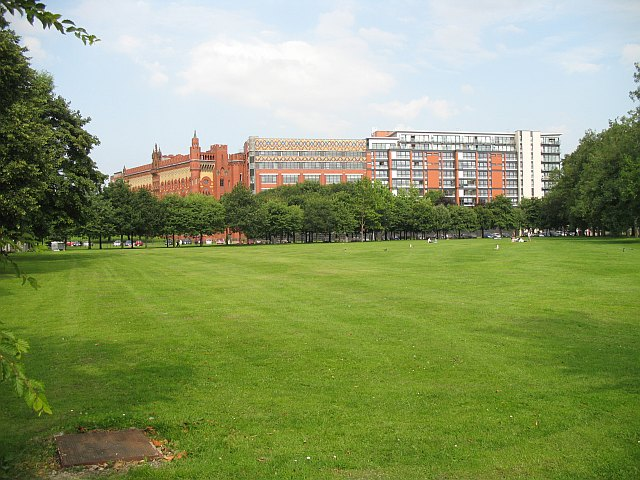

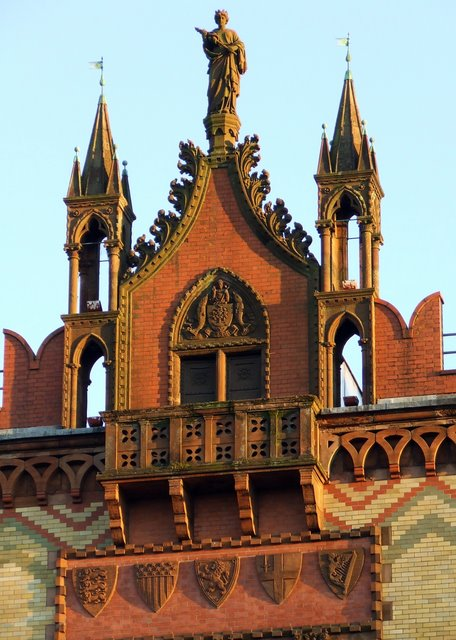
细部

该建筑的多个设计方案曾反复被格拉斯哥市议会否决，于是詹姆斯·坦普尔顿聘请著名建筑师威廉·莱普（William Leiper），模仿威尼斯总督宫，设计了目前这座宏伟的建筑，才未再被否决。
建设始于1888年。1889年11月1日，在施工期间，工厂的立面倒塌，造成29名女工死亡（2005年整修期间，在大门基地下面安放一块石头，刻有这场灾难的故事）。这座大楼于1892年竣工，耗资20.000 英镑，但修复倒塌的立面和工棚增加了3000英镑的建筑费用。 
1900年，工厂发生火灾，导致多人死亡，后来在立面顶部树立一尊女性雕像加以纪念。
1983年，詹姆斯·坦普尔顿公司与斯托达德地毯公司合并。该建筑遂由苏格兰开发署改建，于1984年成为商业中心。 
2005年, 该建筑在2200万英镑的再生项目中被广泛修改，形成混合使用的 "生活方式村"，包括143套公寓，伊维萨数字媒体，以及WEST啤酒馆、酒吧和餐厅 占据了主楼的底层。。
55°51′01″N 4°14′03″W / 55.8503°N 4.2341°W